# Hustru Ärmgard
Hustru Ärmgard, eller Ermengard, var en kvinna som 1475 dömdes för äktenskapsbrott i Stockholm. Hennes fall tillhör de mer utförligt beskrivna i Stockholms tänkebok.
I juni 1475 fick Henrik stadstjänare se barnen till borgare Jöns Olsson stå utanför dörren till sitt hus. Han hämtade några andra personer och bröt upp dörren. I huset såg han Olssons fru Ärmgard liggande i bara särken under en man som kallades Lille Anders, som hade skjortan uppknäppt och hosorna vid knäna. Henrik anmälde dem båda två för äktenskapsbrott och sade inför rätten att Anders hade försökt muta honom med först en och sedan två mark.
Den 7 juni 1475 dömdes Anders för hor till 10 mark böter. Ärmgard jagades ut ur staden med de så kallade skamstenarna, ett ok med tunga stenar, hängt över axlarna; hon skulle dessutom vara naken[källa behövs], förutom en kappa avklippt ovanför stussen[källa behövs]. Det var också närvaroplikt för allmänheten att bevittna straffet; att utebliva utan skäl innebar böter[källa behövs]. Egentligen skulle detta kompletteras med att hon skulle leda runt älskaren med ett rep bundet om hans penis, men mannen ifråga kunde lätt undslippa ett sådant straff genom att betala böter, så detta tros i realiteten inte ha tillämpats i Stockholm. Detta var ett milt straff för brottet; enligt lagen hade maken rätt att kräva att de båda skulle avrättas.        